# 砧 (世田谷区)
砧（きぬた）は、東京都世田谷区の町名。現行行政地名は砧一丁目から砧八丁目。住居表示実施地域である。

## 地理
東京都世田谷区南西部に位置し、砧地域に属する。東京都道・神奈川県道3号世田谷町田線（世田谷通り）・東京都道311号環状八号線（環八通り）の2つの道路と小田急電鉄小田原線、仙川に囲まれ、ほぼ正方形の形状をしている。
環八通りを境として東に桜丘、小田急小田原線を境として北に祖師谷・千歳台、仙川を挟んで西側に成城に、世田谷通りを挟んで南側に大蔵・上用賀に隣接する。世田谷区の定める5地域に砧地域があるが、その砧地域の中に成城などのそのほかの町名とともに砧一-八丁目が設置されている。世田谷区と世田谷一-四丁目の関係と類似している。
小田急電鉄祖師ヶ谷大蔵駅南側、世田谷通り北側、環状八号線西側、仙川東側に挟まれており、主要な道路沿いや祖師ヶ谷大蔵駅前に商店が多い。祖師ヶ谷大蔵駅周辺は駅北側の祖師谷などとともに一体的に祖師ヶ谷大蔵と呼ばれており、周辺にかつて円谷プロダクション本社（円谷プロダクション砧社屋を経て、閉鎖。現在は解体済。）が存在していたことから駅の南北双方でウルトラマンを街づくりに活用している（ウルトラマン商店街）。東京メディアシティや日本大学商学部などの大規模な施設も多い。

### 河川
- 仙川
- 谷戸川
- 多摩川

### 地価
住宅地の地価は、2025年（令和7年）1月1日の公示地価によれば、砧1-28-7の地点で52万8000円/m2、砧4-26-3の地点で66万4000円/m2、砧8-23-7の地点で73万7000円/m2となっている。

## 歴史
- 江戸時代中期、秩父の三峯神社を勧請して砧三峯神社が創建された[5]。
- 1927年に祖師ヶ谷大蔵駅が開業した。
- 1930年6月、NHK放送技術研究所が設立された[6]。
- 1936年10月1日、砧村が世田谷区に併合される。
- 1937年8月5日、1940年東京五輪組織委員会が放送協会の技術研究所（現在のNHK放送技術研究所）とPCL撮影所（現在の東宝スタジオ）の間にオリンピック村を建設することを決定[7]
- 1941年、あけぼの幼稚園が開園[8]。
- 1954年、黒澤明の七人の侍の撮影が行われた[9]。
- 1963年に日本大学商学部砧校舎が開設された。
- 1964年4月、世田谷区立山野小学校が開設された[10]。
- 1967年、丹下健三が設計したゆかり文化幼稚園が完成した[11]。
- 1976年7月、全日本プロレスの砧道場[12]が完成した。
- 1992年、旧国際放映撮影所跡地に多目的テレビスタジオ東京メディアシティが完成。
- 小田急電鉄小田原線の（世田谷代田駅～喜多見駅）「連続立体交差事業及び複々線化事業」により[13]、1999年に祖師ヶ谷大蔵駅の下り線が高架化され、2000年に上り線も高架化された。
- 2005年4月に祖師ヶ谷大蔵駅の北側の商店街とともに、ウルトラマン商店街が発足した[14]。
- 2丁目にあった清水建設の社宅跡地東側に、2008年、賃貸マンションの「ガーデニエール砧」（270戸）が完成した[15][16]。さらに同跡地西側に「ガーデニエール砧WEST」（390戸）が2013年に完成した[17]。

### 住居表示実施前後の町名の変遷
| 実施後   | 実施年月日   | 実施前（各町名ともその一部） |
| -------- | ------------ | ---------------------------- |
| 砧一丁目 | 1971年5月1日 | 砧町、世田谷5の各一部        |
| 砧二丁目 | 1971年5月1日 | 砧町、世田谷5の各一部        |
| 砧三丁目 | 1971年5月1日 | 砧町の一部                   |
| 砧四丁目 | 1971年5月1日 | 砧町の一部                   |
| 砧五丁目 | 1971年5月1日 | 砧町の一部                   |
| 砧六丁目 | 1971年5月1日 | 砧町の一部                   |
| 砧七丁目 | 1971年5月1日 | 砧町、大蔵町の各一部         |
| 砧八丁目 | 1971年5月1日 | 砧町の一部                   |

## 世帯数と人口
2025年（令和7年）1月1日現在（世田谷区発表）の世帯数と人口は以下の通りである。
| 丁目     | 世帯数     | 人口     |
| -------- | ---------- | -------- |
| 砧一丁目 | 1,960世帯  | 4,334人  |
| 砧二丁目 | 1,764世帯  | 3,605人  |
| 砧三丁目 | 1,890世帯  | 3,880人  |
| 砧四丁目 | 2,169世帯  | 4,326人  |
| 砧五丁目 | 1,270世帯  | 2,695人  |
| 砧六丁目 | 1,513世帯  | 2,714人  |
| 砧七丁目 | 1,092世帯  | 2,146人  |
| 砧八丁目 | 1,701世帯  | 3,163人  |
| 計       | 13,359世帯 | 26,863人 |

### 人口の変遷
国勢調査による人口の推移。
| 年                 | 人口   |
| ------------------ | ------ |
| 1995年（平成7年）  | 21,147 |
| 2000年（平成12年） | 22,281 |
| 2005年（平成17年） | 22,950 |
| 2010年（平成22年） | 23,609 |
| 2015年（平成27年） | 25,380 |
| 2020年（令和2年）  | 27,084 |

### 世帯数の変遷
国勢調査による世帯数の推移。
| 年                 | 世帯数 |
| ------------------ | ------ |
| 1995年（平成7年）  | 9,570  |
| 2000年（平成12年） | 10,442 |
| 2005年（平成17年） | 10,905 |
| 2010年（平成22年） | 11,218 |
| 2015年（平成27年） | 12,042 |
| 2020年（令和2年）  | 13,019 |

## 学区
区立小・中学校に通う場合、学区は以下の通りとなる（2024年8月現在）。
| 丁目     | 番地     | 小学校               | 中学校               |
| -------- | -------- | -------------------- | -------------------- |
| 砧一丁目 | 1～5番   | 世田谷区立用賀小学校 | 世田谷区立用賀中学校 |
| 砧一丁目 | 6～9番   | 世田谷区立砧小学校   | 世田谷区立砧南中学校 |
| 砧一丁目 | 10〜34番 | 世田谷区立山野小学校 | 世田谷区立砧中学校   |
| 砧二丁目 | 全域     | 世田谷区立山野小学校 | 世田谷区立砧中学校   |
| 砧三丁目 | 全域     | 世田谷区立山野小学校 | 世田谷区立砧中学校   |
| 砧四丁目 | 全域     | 世田谷区立山野小学校 | 世田谷区立砧中学校   |
| 砧五丁目 | 全域     | 世田谷区立砧小学校   | 世田谷区立砧中学校   |
| 砧六丁目 | 全域     | 世田谷区立山野小学校 | 世田谷区立砧中学校   |
| 砧七丁目 | 全域     | 世田谷区立砧小学校   | 世田谷区立砧中学校   |
| 砧八丁目 | 全域     | 世田谷区立明正小学校 | 世田谷区立砧中学校   |

## 交通

### 鉄道
小田急小田原線祖師ヶ谷大蔵駅が6丁目に面している（所在地は祖師谷）。7、8丁目の一部は成城学園前駅が最寄駅となる。

### 道路
- 東京都道311号環状八号線
- 東京都道・神奈川県道3号世田谷町田線（世田谷通り）
- 東京都道428号高円寺砧浄水場線（荒玉道路 - 荒玉水道が地下に通る）

### 路線バス
社名表記のあるものを除いて、東急バス単独運行の路線である。
祖師ヶ谷大蔵駅発着
- 渋23 渋谷駅 - 三軒茶屋 - 上町 - 農大前 - 千歳船橋 - 笠森稲荷前 - 山野小学校 - 祖師ヶ谷大蔵駅
- 用01 用賀駅 - 農大前 - 千歳船橋 - 笠森稲荷前 - 山野小学校 - 祖師ヶ谷大蔵駅
- 2021年3月までは等11系統が祖師ヶ谷大蔵駅と等々力操車所を結んでおり、当地域内を通過していた。

世田谷通り経由
- 渋24 渋谷駅 - 三軒茶屋 - 上町 - 農大前 - 三本杉 - 砧町 - NHK技術研究所 - 大蔵二丁目(下りのみ) - 成育医療研究センター前 - 成城学園前駅西口
- 等12 等々力操車所 - 等々力 - 深沢坂上 - 用賀駅 - 農大前 - 三本杉 - 砧町 - NHK技術研究所 - 大蔵二丁目(下りのみ) - 成育医療研究センター前 - 成城学園前駅
- 用06 用賀駅 - 農大前 - 三本杉 - 砧町 - NHK技術研究所 - 大蔵二丁目(下りのみ) - 成育医療研究センター前 - 成城学園前駅
- 渋26（小田急）渋谷駅 - 三軒茶屋 - 上町 - 農大前 - 三本杉 - 砧町 - NHK技術研究所 - 大蔵二丁目(下りのみ) - 成育医療研究センター前 - 狛江駅北口 - 調布駅南口
- 玉31 二子玉川駅 - 吉沢 - 民家園 - 区立総合運動場 - NHK技術研究所 - 大蔵二丁目(下りのみ) - 成育医療研究センター前 - 成城学園前駅
- 玉32（休日1便のみ）二子玉川駅 → 吉沢 → 民家園 → 区立総合運動場 → NHK技術研究所 → 大蔵二丁目 → 成育医療研究センター → NHK技術研究所 → 美術館 → 区立総合運動場 → 民家園 → 吉沢 → 二子玉川駅
- なお2021年3月までは都立01系統が、成城学園前駅と都立大学駅北口間を桜新町駅経由で結んでおり、成城学園前駅と当地域間では現在の玉31系統と同じ経路で運行していた。

環八通り経由
- 園01 田園調布駅 - 上野毛駅 - 瀬田 - 三本杉 - 砧町東 - 実相寺前 - 千歳船橋

## 事業所
2021年（令和3年）現在の経済センサス調査による事業所数と従業員数は以下の通りである。
| 丁目     | 事業所数  | 従業員数 |
| -------- | --------- | -------- |
| 砧一丁目 | 94事業所  | 1,645人  |
| 砧二丁目 | 57事業所  | 611人    |
| 砧三丁目 | 82事業所  | 769人    |
| 砧四丁目 | 52事業所  | 346人    |
| 砧五丁目 | 84事業所  | 812人    |
| 砧六丁目 | 108事業所 | 926人    |
| 砧七丁目 | 39事業所  | 169人    |
| 砧八丁目 | 120事業所 | 544人    |
| 計       | 636事業所 | 5,822人  |

### 事業者数の変遷
経済センサスによる事業所数の推移。
| 年                 | 事業者数 |
| ------------------ | -------- |
| 2016年（平成28年） | 623      |
| 2021年（令和3年）  | 636      |

### 従業員数の変遷
経済センサスによる従業員数の推移。
| 年                 | 従業員数 |
| ------------------ | -------- |
| 2016年（平成28年） | 5,801    |
| 2021年（令和3年）  | 5,822    |

## 施設
- 日本大学商学部・大学院商学研究科
- 東京メディアシティ（国際放映本社）
- NHK放送技術研究所
- 東宝スタジオ
- 聖愛教会
- 福沢一郎記念館
- 野村胡堂旧居地

## ギャラリー

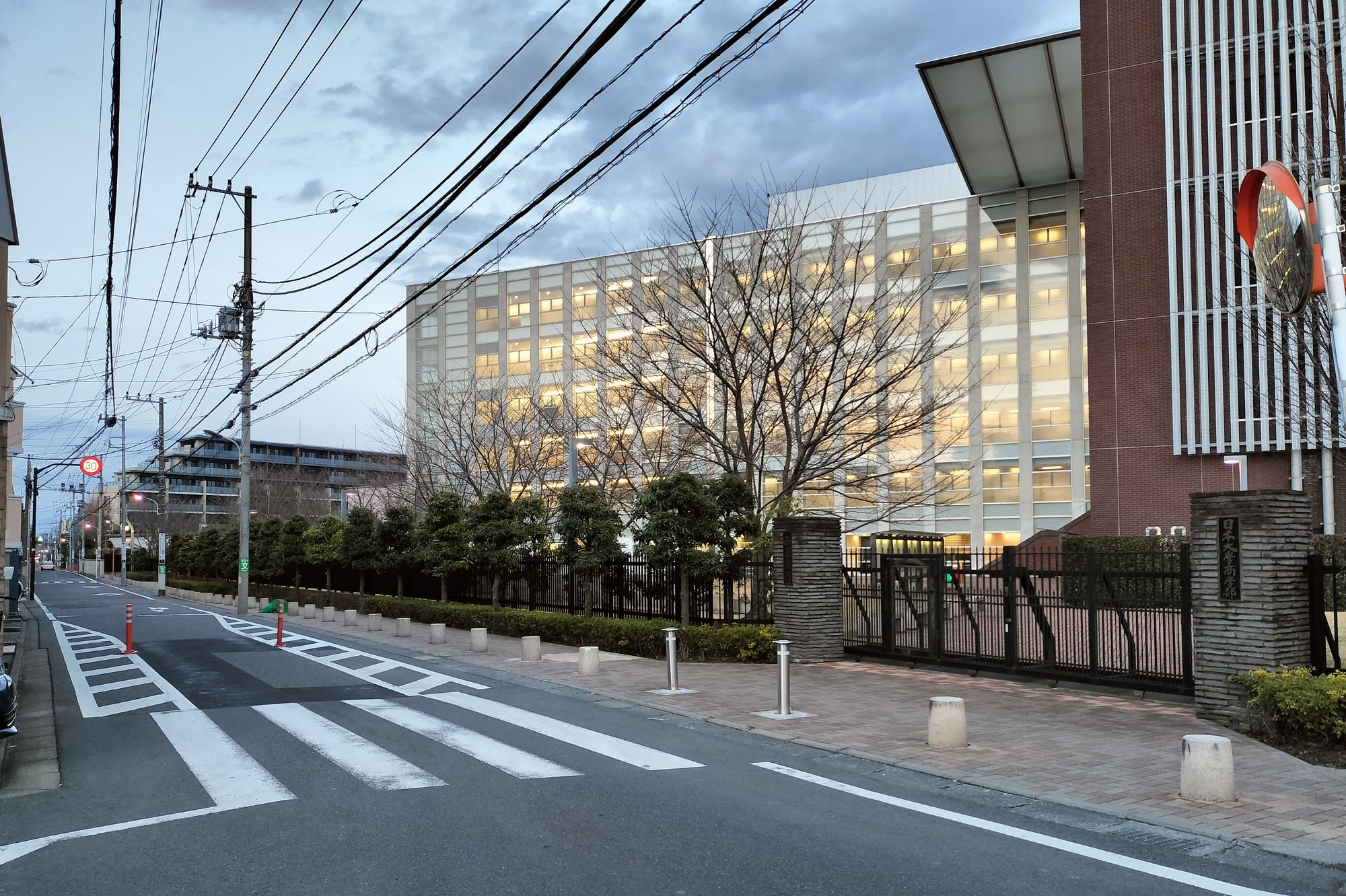
水道道路と日大商学部

## その他

### 日本郵便
- 郵便番号 : 157-0073[2]（集配局 : 成城郵便局[27]）。